# Eishockey-Eredivisie (Niederlande) 1977/78
Die Saison 1977/78 war die 18. Spielzeit der Eredivisie, der höchsten niederländischen Eishockeyspielklasse. Meister wurden zum insgesamt zweiten Mal in der Vereinsgeschichte die Heerenveen Flyers.

## Modus
In der Hauptrunde absolvierte jede der sechs Mannschaften insgesamt 20 Spiele. Die vier bestplatzierten Mannschaften qualifizierten sich für die Finalrunde, in der der Meister ausgespielt wurde. Für einen Sieg erhielt jede Mannschaft zwei Punkte, bei einem Unentschieden gab es einen Punkt und bei einer Niederlage null Punkte.

## Hauptrunde
|    | Klub                     | Sp | S  | U | N  | T   | GT  | Punkte |
| -- | ------------------------ | -- | -- | - | -- | --- | --- | ------ |
| 1. | GIJS Groningen           | 20 | 15 | 0 | 5  | 114 | 86  | 30     |
| 2. | Tilburg Trappers         | 20 | 14 | 1 | 5  | 106 | 54  | 29     |
| 3. | Heerenveen Flyers        | 20 | 12 | 1 | 7  | 119 | 75  | 25     |
| 4. | Amstel Tijgers Amsterdam | 20 | 10 | 1 | 9  | 100 | 98  | 21     |
| 5. | H.H.IJ.C. Den Haag       | 20 | 4  | 0 | 16 | 71  | 120 | 8      |
| 6. | Nijmegen Tigers          | 20 | 3  | 1 | 16 | 69  | 146 | 7      |

Sp = Spiele, S = Siege, U = Unentschieden, N = Niederlagen

## Finalrunde
|    | Klub                     | Sp | S | U | N | T  | GT | Punkte |
| -- | ------------------------ | -- | - | - | - | -- | -- | ------ |
| 1. | Heerenveen Flyers        | 6  | 4 | 0 | 2 | 29 | 24 | 8      |
| 2. | GIJS Groningen           | 6  | 4 | 0 | 2 | 31 | 23 | 8      |
| 3. | Tilburg Trappers         | 6  | 3 | 0 | 3 | 27 | 26 | 6      |
| 4. | Amstel Tijgers Amsterdam | 6  | 1 | 0 | 5 | 22 | 36 | 2      |

Sp = Spiele, S = Siege, U = Unentschieden, N = Niederlagen